# Colorado Central Railroad

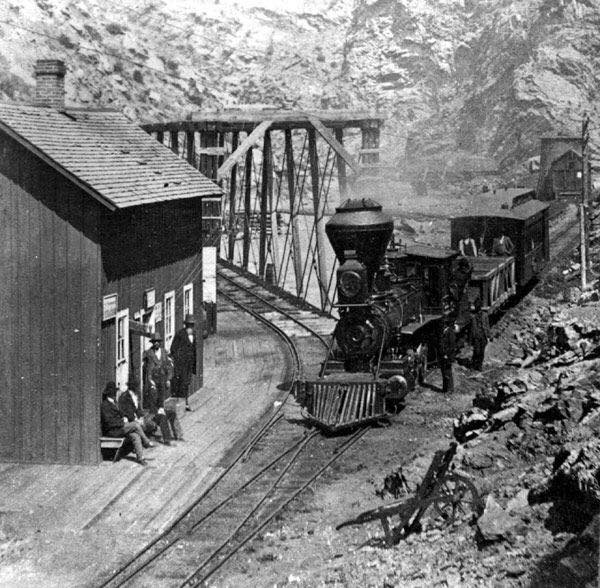
Schmalspurbahn der Colorado Central Railroad im Clear Creek Canyon

Die Colorado Central Railroad war eine US-amerikanische Eisenbahngesellschaft, die Ende des 19. Jahrhunderts in Colorado und im Südosten von Wyoming tätig war. Sie bildete eine wichtige Verbindung zwischen Colorado und der First Transcontinental Railroad sowie dem nationalen Schienennetz. Die Geschichte der Eisenbahn in den 1870er Jahren war zeitweise von einem heftigen Kampf zwischen William A. H. Loveland und auswärtigen Investoren der damals von Jay Gould geleiteten Union Pacific Railroad geprägt. Der Kampf des Unternehmens um den Bau seiner Bahnstrecken war ein wesentlicher Bestandteil des frühen Wettbewerbs zwischen Denver und Golden um die Vorherrschaft als Hauptmetropole von Colorado.
Das Unternehmen baute in den 1870er Jahren die ersten Eisenbahnstrecken zu den historischen Goldgräberstädten in Colorado wie Black Hawk, Central City und Idaho Springs, um das in den dortigen Mühlen raffinierte Gold aus den Bergen ins Tal zu transportieren. Durch eine Reihe von Umstrukturierungen und Akquisitionen wurde es erst zur Union Pacific, Denver and Gulf Railway und dann Teil der Colorado and Southern Railway, die schließlich in der Burlington Northern Railroad aufging. Die historischen 3-Fuß-Schmalspurbahnen (914 mm) wurden Mitte des 20. Jahrhunderts fast vollständig abgebaut.

## Geschichte

### Gründung und Strecke Golden–Denver
Die Gesellschaft wurde am 9. Februar 1865 von William A. H. Loveland und anderen Unternehmern in der Stadt Golden, der damaligen Hauptstadt des Colorado-Territoriums, als Colorado and Clear Creek Railroad Company gegründet. Loveland und seine Partner wollten eine Normalspurbahn (1435 mm) zu den nahe gelegenen Denver und Boulder und – nachdem ab 1859 in der Front Range Gold entdeckt worden war, was zum Colorado-Goldrausch führte – eine Schmalspurbahn (914 mm) den Clear Creek Canyon hinauf nach Black Hawk, Central City und anderen Goldgräberstädten bauen. In den drei Jahren vor Baubeginn wurden mehrere Umstrukturierungen vorgenommen. Am 20. Januar 1866 wurde das Unternehmen in Colorado Central & Pacific Railroad umbenannt. Im Juni 1867 wurde es neu organisiert, da die Investoren der Union Pacific Railroad, die die Kontrolle über das Unternehmen hatten, keine Mittel für den Bau der Strecken zur Verfügung stellten. In diesem Jahr wurde der Sitz der Regierung des Colorado-Territoriums von Golden nach Denver verlegt.
Am 1. Januar 1868 begann der Bau der ersten Strecke zwischen Golden und Denver. Am 14. Januar wurde das Unternehmen abermals umbenannt, diesmal endgültig in Colorado Central Railroad. Der Bau der ersten Strecke ging langsam vonstatten. Bis Ende des Jahres war nur ein kleiner Teil (ca. 19 km) zwischen Golden und Denver abgesteckt. In der Zwischenzeit hatten der ehemalige Gouverneur des Colorado-Territoriums, John Evans (einer der Urheber des Sand-Creek-Massakers), und andere Unternehmer aus Denver, darunter David Moffat, William Byers (Rocky Mountain News), Joseph E. Bates, Bela Hughes, Walter Cheesman (Denver Water) und Luther Kountze (Colorado National Bank) am 19. November 1867 die Denver Pacific Railway gegründet mit der Absicht, eine Eisenbahnstrecke von Denver nach Cheyenne zu bauen. Diese Gründung und die der Telegraph Company lösten in den nächsten zwei Jahren einen intensiven Wettlauf zwischen den beiden Unternehmen aus, um ihre Verbindungen zur Union Pacific Railroad fertigzustellen. 1868 vermochten die Investoren der Denver Pacific Railway den US-Kongress davon zu überzeugen, ihnen Land zu gewähren, damit sie eine Strecke durch das Tal des South Platte River nach Cheyenne bauen konnten, was deutlich machte, dass Denver sich gegen Golden durchsetzen würde. Der erste Zug der Denver Pacific Railway aus Cheyenne kam im Juni 1870 in Denver unter Umgehung von Golden an. Zwei Monate später vervollständigte die Kansas Pacific Railway ihre Strecke nach Denver, verband sich mit der Denver Pacific Railway und festigte so die zentrale Rolle von Denver in Colorado.
Infolgedessen konzentrierte sich die Colorado Central Railroad auf die Anbindung an das Streckennetz der Denver Pacific Railway und der Kansas Pacific Railway. Am 24. September 1870 konnte das Unternehmen seinen ersten Erfolg verbuchen mit der Fertigstellung der Normalspurstrecke von Golden nach Jersey Junction, der Kreuzung der Strecken der Kansas Pacific und der Denver Pacific, die sich etwa 5 km nördlich von Denver befindet.

### Bahnstrecken im Clear Creek Canyon
Im Mai 1871 erlangten lokale Interessenten die Kontrolle über das Unternehmen von den Investoren der Union Pacific Railroad zurück. Bis zum folgenden September waren 150 Männer in den Bergen westlich von Golden im Einsatz, um die Bahnstrecke auf die Goldgräbergemeinden zu erweitern. Im Frühjahr 1872 erwarb das Unternehmen dafür ein wichtiges Vorbaurecht entlang des Clear Creek. Westlich von Golden wurde die Strecke in Schmalspur (914 mm) gebaut. Ende August nahm das Unternehmen die ersten beiden Lokomotiven (beides 0-4-0T) in Empfang, die „General Sherman No. 2“, eine Woche später die „General Sheridan No. 1“. Am 1. September war die 21 km lange Strecke bis Forks Creek fertiggestellt. Bis Mitte Dezember wurden weitere 11,3 km bis Black Hawk gebaut. Bis zum 24. Februar 1873 wurde eine zweite, 4,8 km lange Verlängerung von Forks Creek nach Floyd Hill fertiggestellt.

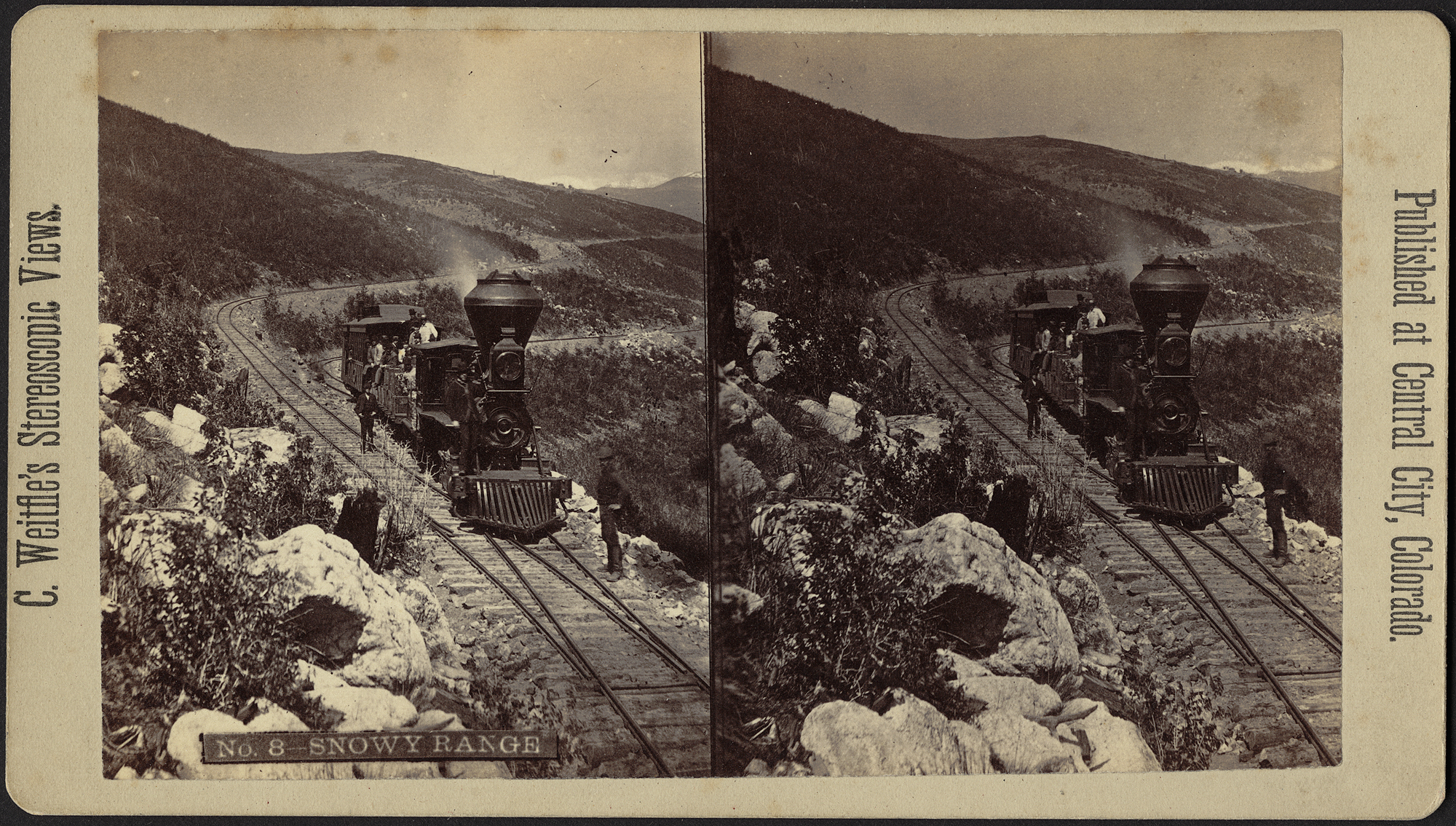
Stereoskopisches Bild der Snowy Range in Colorado mit einem Zug der Colorado Central Railroad

Im September 1873 produzierte das Unternehmen in Golden den ersten Personenwaggon in Colorado. Am 11. Mai 1874 übernahm es eine 18 Tonnen schwere Mogul-Lokomotive (2-6-0) von Dawson & Baily, die die „Sheridan“ als Haupt-Lokomotive ersetzte.
Der Kampf zwischen lokalen und externen Interessenten um die Kontrolle des Unternehmens setzte sich während der Verlängerung seiner Strecken in die Berge fort. Bis zum Frühjahr 1873 hatten Jay Gould und andere Investoren der Union Pacific Railroad einen großen finanziellen Anteil an der Colorado Central Railroad erworben, das Unternehmen wurde aber weiterhin von Loveland kontrolliert. Der landesweite finanzielle Kollaps, der später in diesem Jahr begann, brachte den Weiterbau der Strecken praktisch zum Erliegen und löste eine Phase juristischer Kämpfe um die Kontrolle des nahezu bankrotten Unternehmens aus. 1875, mitten in der Depression, kontrollierte die Union Pacific Railroad drei Viertel der Aktien des Unternehmens. Im April stimmten ihre Vertreter auf einer Vorstandssitzung des Unternehmens dafür, es an die Kansas Pacific Railway zu verleasen. Im folgenden Monat lehnte der Aufsichtsrat des Unternehmens die Vereinbarung jedoch ab, indem er die Stimmen seiner Vertreter im Vorstand aus technischen Gründen für nichtig erklärte. Der Vorstand musste Loveland wieder als Präsidenten einsetzen. Am 21. Mai 1876 ergriffen Lovelands Leute die physische Kontrolle über die Vermögenswerte der Kansas Pacific Railway. Als Vergeltung verklagte die Union Pacific Railroad das Unternehmen und zwang es in ein Konkursverfahren. Während dieser Zeit kämpfte Loveland in zahlreichen Gerichtsverfahren darum, die Kontrolle über das Unternehmen zu behalten. Im Februar 1877 gab die Union Pacific Railroad die Kontrolle erneut an Loveland ab. Nachdem die nationale Depression abgeklungen war, begann das Unternehmen wieder, sein Streckennetz zu erweitern.

### Weiterer Ausbau nach der Depression und Eingliederung in andere Gesellschaften
Die Strecke nach Idaho Springs wurde am 11. Juni 1877 fertiggestellt. Später wurde sie über Georgetown über den berühmten Georgetown Loop bis nach Silver Plume verlängert. Der im National Register of Historic Places figurierende Abschnitt dient heute noch als Georgetown Loop Railroad touristischen Zwecken.
Auch die Arbeiten für die Weiterführung der Strecke von Black Hawk nach Central City wurden nun begonnen. Die Distanz zwischen den beiden Orten beträgt zwar weniger als 2 km, dabei sind aber 152 Höhenmeter zu überwinden, was aufwendige Kunstbauten erforderte. Der erste Zug nach Central City fuhr am 21. Mai 1878.
Finanzielle Probleme führten dazu, dass die Colorado Central Railroad am 20. Februar 1879 an die Union Pacific Railroad verleast werden musste, womit sie zu deren Tochtergesellschaft wurde. Am 18. März 1890 wurde sie zusammen mit der Cheyenne and Northern Railway und anderen Tochtergesellschaften der Union Pacific Railroad zur Union Pacific, Denver and Gulf Railway (UPDGR) fusioniert. Nach dem Zusammenbruch der Union Pacific Railroad bei der Wirtschaftskrise von 1893 (Silver Panic) ging die UPDGR mit dem Rest der Union Pacific Railroad in die Konkursverwaltung. 1899 wurde aus ihr zusammen mit der Denver, Leadville and Gunnison Railway die Colorado and Southern Railway. Die Chicago, Burlington and Quincy Railroad (CBQR) erwarb Ende 1908 zwei Drittel der Aktien der Colorado and Southern Railway, die aber weitgehend unabhängig blieb, wie vorerst auch bei der Fusion der CBQR mit andern Gesellschaften zur Burlington Northern Railroad. Ende 1981 wurde sie aber schließlich mit der Burlington Northern Railroad verschmolzen. Diese fusionierte 1995 mit der Atchison, Topeka & Santa Fe zur Burlington Northern Santa Fe Railway (BNSF Railway) und bildete so die, nach Streckenkilometern gemessen, größte Bahngesellschaft der Vereinigten Staaten.
Der Dienst von Black Hawk nach Central City wurde 1925 eingestellt, die Strecke wurde 1931 aufgegeben. Die Strecke von Idaho Springs nach Silver Plume wurde – mit Ausnahme des Georgetown Loop – 1939 und der Rest der Strecke im Clear Creek Canyon 1941 aufgegeben, wobei ein Teil der Verbindungsstrecken parallel zur Front Range als aktive Strecken der BNSF Railway erhalten geblieben sind.